# 미생 프리퀄
《미생 프리퀄》은 윤태호 작가의 인기 웹툰 《미생》을 원작으로 한 2013년 모바일 단편 옴니버스 영화이다.

## 등장 인물

### 주요 인물
- 임시완 - 장그래 역
- 김보라 - 안영이 역
- 조희봉 - 오상식 역
- 문세윤 - 김동식 역
- 이창민 - 장백기 역
- 최로운 - 한석율 역
- 차선우 - 김영찬 역
- 박희본 - 손효진 역

### 그 외 인물
- 이상희 - 오차장 아내 역
- 임선우 - 오차장 아이 역
- 심혜규 - 오차장 장모님 역
- 최재모 - 택시기사 역
- 전헌태 - 부장님 역
- 이청희 - 여직원 역
- 김한준 - 남직원 역
- 조운 - 남직원 역
- 박일목 - 영이 아버지 역
- 전신환 - 성윤 역
- 엄태구 - 환영 역
- 박진우 - 한석율 아버지 역
- 정재훈 - 경수 역
- 이규섭 - 현철 역
- 서성영 - 인턴사원 역
- 이석 - 산타클로스 역
- 장은아 - 유치원 선생님 역
- 최민경 - 유치원 선생님 역
- 유치원 아이들

김예진 유진수 이유솔 강예인 고규빈 구지민 김건 도윤지 신정우 여소율 오채린 황호재 이현우 장재혁 황진아
- 유승우 - 오토바이남/운전병 역
- 최훈태 - 학생 역
- 엄세현 - 블라인드 직원 역
- 정다연 - 여고생 역
- 윤영숙 - 부녀회장 역
- 강현구 - 주민 역

### 특별출연
- 임현식 - 경비 역